# Senzor
Senzor (engl. sensor; često i - davač, osetilo, detektor) je uređaj koji meri fizičke veličine i konvertuje ih u signal čitljiv posmatraču i/ili instrumentu. Na primer, živin termometar konvertuje izmerenu temperaturu u širenje živine tečnosti, koja se može očitati na cevi sa podeocima. Senzori imaju široku primenu u svakodnevnom životu: kod ekrana osetljivih na dodir, kod vrata i elevatora u javnim objektima, kod osvetljenja i alarma i mnogih drugih uređaja: automobila, aviona, medicinskih uređaja, robota, industrijskih mašina i drugde. Indikator senzora pokazuje promene izlaznih veličina u odnosu na merene veličine. Senzori koji mere precizne veličine zahtevaju veću osetljivost. Tehnološki napredak omogućio je izradu senzora sa detaljima mikrometarskih dimenzija. Oni koriste MEMS tehnologiju i nazivaju se mikrosenzori.  
Senzori se koriste u svakodnevnim predmetima kao što su tasteri lifta osetljivi na dodir (taktilni senzor) i lampe koje se zatamnjuju ili osvetljavaju dodirom njihove osnove, i u bezbrojnim primenama kojih većina ljudi nikada nije svesna. Sa napretkom u oblasti mikromašina i platformama mikrokontrolera lakih za korišćenje, upotreba senzora se proširila izvan tradicionalnih polja merenja temperature, pritiska i protoka, na primer u MARG senzorima.
Analogni senzori kao što su potenciometri i otpornici za detekciju sile još uvek se široko koriste. Njihove primene uključuju proizvodne procese i mašine, avione i vazduhoplovstvo, automobile, medicinu, robotiku i mnoge druge aspekte našeg svakodnevnog života. Postoji širok spektar drugih senzora koji mere hemijska i fizička svojstva materijala, uključujući optičke senzore za merenje indeksa prelamanja, vibracione senzore za merenje viskoznosti tečnosti i elektrohemijske senzore za praćenje pH tečnosti.
Osetljivost senzora pokazuje koliko se menja njegov izlaz kada se promeni ulazna veličina koju meri. Na primer, ako se živa u termometru pomeri za 1 cm kada se temperatura promeni za 1 °C, njena osetljivost je 1 cm/°C (to je u osnovi nagib dy/dx koji pretpostavlja linearnu karakteristiku). Neki senzori takođe mogu uticati na ono što mere; na primer, termometar sobne temperature umetnut u vruću šolju tečnosti hladi tečnost dok tečnost zagreva termometar. Senzori su obično dizajnirani da imaju mali uticaj na ono što se meri; smanjenje senzora često poboljšava ovo i može doneti druge prednosti.
Tehnološki napredak omogućava da se sve više senzora proizvodi na mikroskopskoj skali kao mikrosenzori koristeći MEMS tehnologiju. U većini slučajeva, mikrosenzor postiže znatno brže vreme merenja i veću osetljivost u poređenju sa makroskopskim pristupima. Zbog sve veće potražnje za brzim, pristupačnim i pouzdanim informacijama u današnjem svetu, senzori za jednokratnu upotrebu — jeftini i laki za korišćenje uređaji za kratkoročno nadgledanje ili jednokratna merenja — u poslednje vreme dobijaju sve veći značaj. Koristeći ovu klasu senzora, kritične analitičke informacije može dobiti bilo ko, bilo gde i u bilo koje vreme, bez potrebe za ponovnom kalibracijom i brige o kontaminaciji.

## Tipovi senzora
Senzori su vrsta konvertora (pretvarača). Oni jednu fizičku veličinu pretvaraju u drugu. Zbog toga se oni mogu klasifikovati po tipu energije koju prenose.
- Toplotni
  - Temperaturni senzori: termometar, termostat, bimetalni termometar ...
  - Toplotni senzori: kalorimetar, senzor protoka
- Elektromagnetni
  - Senzori električnog otpora: ommetar, multimer
  - Senzori električne struje: galvanometar, ampermetar
  - Senzori električnog napona: voltmetar, elektroskop
  - Senzori električne snage: kilovat-sat merač
  - Magnetni senzori: magnetni kompas, magnetometar
  - Metal detektori
  - Radar

- Mehanički
  - Senzori pritiska: barometar, barograf, manometar, merač pritiska, indikator brzine vetra
  - Senzori protoka fluida: senzor protoka, gasni senzor, presostat
  - Senzori gustine i viskoznosti fluida: viskozimetar, hidrometar
  - Mehanički senzori: senzor rastojanja, senzor ubrzanja, senzor naprezanja, senzor prekida
  - Senzori vlage: higrostat
  - Senzori nivoa tečnosti: nivostat

- Hemijski
  - Senzori hemijskih elemenata: senzori kiseonika, jon-selektivne elektrode, pH staklene elektrode, detektori ugljen-monoksida
  - Senzori mirisa: QCM senzor, kalaj-oksid gas senzor. Senzori gasova se često kombinuju u jedan elektronski nos.

- Optički
  - Svetlosni senzori, ili fotodetektori, uključujući poluprovodničke kao što su foto-ćelija, foto-dioda, foto-tranzistor, CCD, senzor slike i dr.
  - Infracrveni senzori (IC) koriste infracrvene zrake za detekciju predmeta u okruženju i izvora toplote
  - Senzori blizine — tip senzora rastojanja ali mnogo precizniji i složeniji. Detektuje samo određena rastojanja. Može biti optički - kombinacija foto-ćelije, LED diode ili lasera. Koristi se kod mobilnih telefona, detektora papira kod uređaja za fotokopiranje, funkcije uspavljivanja kod prenosnih računara i drugih uređaja.
  - Laserski skener — uzak snop svetlosti se emituje na prostor preko ogledala. Senzor foto-ćelije postavljen na određenom rastojanju prima svetlost koja se odbija od objekta koji se nađe na tom prostoru i koji se na taj način detektuje. Posebnim metodama (triangulacija) može se izračunati i rastojanje objekta od ciljane lokacije.
  - Fokus — Velika industrijska sočiva mogu biti fokusirana na servo sistem. Rastojanje fokusiranog elementa određuje se podešavanjem sočiva.
  - Binokular — Dve slike dobijene sa iste početne linije preklapaju se sistemom ogledala i prizmi. Njihovo podešavanje koristi se za utvrđivanje rastojanja.
  - Interferometar — Interferencija snopova poslatih i reflektovanih talasa svetlosti dobijene iz koherentnog izvora kao što je laser se meri i na osnovu dobijenih parametara izračunava se rastojanje sa izuzetno visokom preciznošću.
  - Scintilometar — meri količinu rasipanja svetlosti u atmosferi
  - Fiber optički senzori

- Jonsko zračenje
  - Senzori zračenja: Gajgerov brojač, dozimetar, detektor neutrona, brojač iskri
  - Senzori subatomskih ostataka: Detektor ostataka, oblačna komora, atomska komora

- Akustički
  - Akustički: koriste vremensko kašnjenje prostiranja ultrazvučnih UV talasa. Korišćeni su sredinom XX veka kod polaroid kamera i robota za merenje daljine.
  - Zvučni senzori: mikrofon, hidrofon, seizmometar.

- Ostali tipovi
  - Senzori pokreta: radarski pištolj, brzinometar, takometar, senzor prolaza vozila, koordinator okreta
  - Senzori orijentacije: žiroskop, veštački horizont, žiroskop sa laserskim prstenom
  - Senzori rastojanja (beskontaktni) magnetostrikcija

## Klasifikacija mernih grešaka
Idealan senzor je onaj koji je linearan u celom opsegu merenih vrednosti. Trebalo bi da je dobijeni signal uvek linearno srazmeran merenoj vrednosti. Pri tome na njega ne bi smeo da ima uticaj nijedan drugi objekat u okruženju, niti bi on smeo da ima ikakav uticaj na mereni objekat. To je u praksi neostvarivo. Zato se meri njegova osetljivost kao odnos između izmerene i stvarne veličine. 
Odstupanja koja se javljaju kod različitih vrsta senzora su:
- Osetljivost može kod pojedinih senzora biti različita tj. varirati kod različitih veličina. To zovemo greška osetljivosti.
- Opseg dobijenih veličina je uvek limitiran, tako da će jedan senzor dati svoju maksimalnu, odnosno minimalnu vrednost u slučaju da su izmerene vrednosti izvan punog opsega senzora.
- Ako dobijena veličina nije nula, kada je merena veličina nula kaže se da senzor ima pomeraj.
- Kada osetljivost nije konstantna za različite izmerene vrednosti, to nazivamo nelinearnost. Ona se obično javlja na krajevima opsega merenja.
- Devijacija koja se javlja zbog velikih promena merenih veličina naziva se dinamička greška.
- Ako izlazni signal menja otpornost merenog objekta to nazivamo pomak (drift)
- Vremenski otklon - javlja se usled dugotrajnog korišćenja senzora
- Šum (eng. noise) - nepredvidive devijacije u signalu tokom vremena
- Histereza je greška koja se javlja kada se  promenom položaja merenog objekta dobijaju različite i neodgovarajuće vrednosti na izlazu.
- Kod senzora sa digitalnim izlazom obavezno dolazi do aproksimacije dobijenih veličina i to je greška aproksimacije ili greška digitalizacije.
- Senzori u nekim slučajevima mogu biti ometeni delovanjem merenog objekta, recimo njegovom temperaturom ili zračenjem.

Sve ove greške mogu se podeliti na sistemske greške i slučajne greške. Sistemske greške se predupređuju različitim vrstama kalibracije, dok se slučajne greška kao što su različite vrste šumova smanjuju procesiranjem signala, filtracijom i sl.

## Rezolucija
Rezolucija senzora je najmanja promena koju on može da detektuje na merenoj veličini. Vezana je za preciznost mernog uređaja.

## Reproduktivnost
Reproduktivnost predstavlja grešku izlaznog signala koja je prouzrokovana nemogućnošću senzora da pri istom pobudnom signalu daje istu izlaznu vrednost.

## Hemijski sensori
Hemijski senzor je samostalni analitički uređaj koji može da pruži informacije o hemijskom sastavu svog okruženja, odnosno tečne ili gasne faze. Informacije se pružaju u obliku merljivog fizičkog signala koji je u korelaciji sa koncentracijom određene hemijske vrste (nazvane analit). Dva glavna koraka su uključena u funkcionisanje hemijskog senzora, naime, prepoznavanje i transdukcija. U koraku prepoznavanja, molekuli analita selektivno formiraju interakcije sa receptorskim molekulima ili mestima uključenim u strukturu elementa za prepoznavanje senzora. Shodno tome, karakterističan fizički parametar varira i ova varijacija se izveštava pomoću integrisanog pretvarača koji generiše izlazni signal. Hemijski senzor zasnovan na materijalu za prepoznavanje biološke prirode je biosenzor. Međutim, pošto će sintetički biomimetički materijali donekle zameniti biomaterijale za prepoznavanje, oštro pravljenje razlike između biosenzora i standardnog hemijskog senzora je suvišno. Tipični biomimetički materijali koji se koriste u razvoju senzora su molekularno utisnuti polimeri i aptameri.

## Biološki senzori
Živi organizmi poseduju biološke senzore koji funkcionišu slično dosada opisanim tipovima. U najvećem broju slučaja oni su poslužili kao inspiracija za dizajniranje tehničkih senzora.
Živi organizmi poseduju ćelije osetljive na:
- svetlo, pokret, temperaturu, magnetno polje, gravitaciju, vibracije, vlagu, pritisak, električno polje, zvuk i druge uticaje spoljnog okruženja
- fizičke aspekte unutrašnjosti kao što su: istezanje, pokreti organizma, lokacija upale
- veliki broj jedinjenja kao što su toksini, hranjiva jedinjenja i feromoni
- prisustvo interakcije biomolekula i nekih kinetičkih parametara
- mnoge promene unutrašnjeg metabolizma: nivo šećera, nivo oksigena, pritisak u krvi.
- konstantne promene kod signalnih molekula kao što su hormoni, neurotransmiteri
- ponekad i razlikuje proteine pojedinih organizama

Veštački senzori koji imitiraju biološke senzore koristeći biološke senzitivne komponente nazivaju se biosenzori.
Ljudski razum je primer funkcionisanja specijalnih neuronskih senzora.

## Geodetski senzori
Geodetski merni instrumenti određuju pomeranje ili kretanje objekta u jednoj, dve ili tri dimenzije. To podrazumeva korišćenje uređaja kao što su totalna stanica i sistem satelitskih prijemnika za globalnu navigaciju.

## Daljinska detekcija
U daljinskoj detekciji, senzor predstavlja uređaj za registraciju i merenje zračenja emitovane i/ili reflektovane elektromagnetske energije. Postoje mnogobrojne podele senzora, a neki od kriterijuma podele su: konstrukcija senzora, područje spektra elektromagnetnog zračenja koje senzori registruju, način otkrivanja i registrovanja energije. U senzor se svrstava kako ljudsko oko, tako i foto-kamera, skener, radar, itd.
Zbog širokog dijapazona spektra elektromagnetskog zračenja, ne postoji instrument koji može da registruje ceo raspon spektra. Iz tog razloga se senzori konstruišu tako da registruju samo širi ili uži deo spektralnog područja, ili više razdvojenih spektralnih linija odjednom.

## Literatura
- M. Kretschmar and S. Welsby (2005), Capacitive and Inductive Displacement Sensors, in Sensor Technology Handbook, J. Wilson editor, Newnes: Burlington, MA.
- C. A. Grimes, E. C. Dickey, and M. V. Pishko (2006), Encyclopedia of Sensors (10-Volume Set), American Scientific Publishers.  1-58883-056-X
- Blaauw, F.J.; Schenk, H.M.; Jeronimus, B.F.; Van Der Krieke, L.; De Jonge, P.; Aiello, M.; Emerencia, A.C. (2016). „Let's get Physiqual – an intuitive and generic method to combine sensor technology with ecological momentary assessments”. Journal of Biomedical Informatics. 63: 141—149. PMID 27498066. doi:10.1016/j.jbi.2016.08.001.

## Spoljašnje veze
- http://www.cbm-sweden.se/images/Seminarie/Class_Descriptions_IDA_MEMS.pdf (see https://web.archive.org/web/20160304105724/http://www.cbm-sweden.se/images/Seminarie/Class_Descriptions_IDA_MEMS.pdf)